# Edificio La Colorada

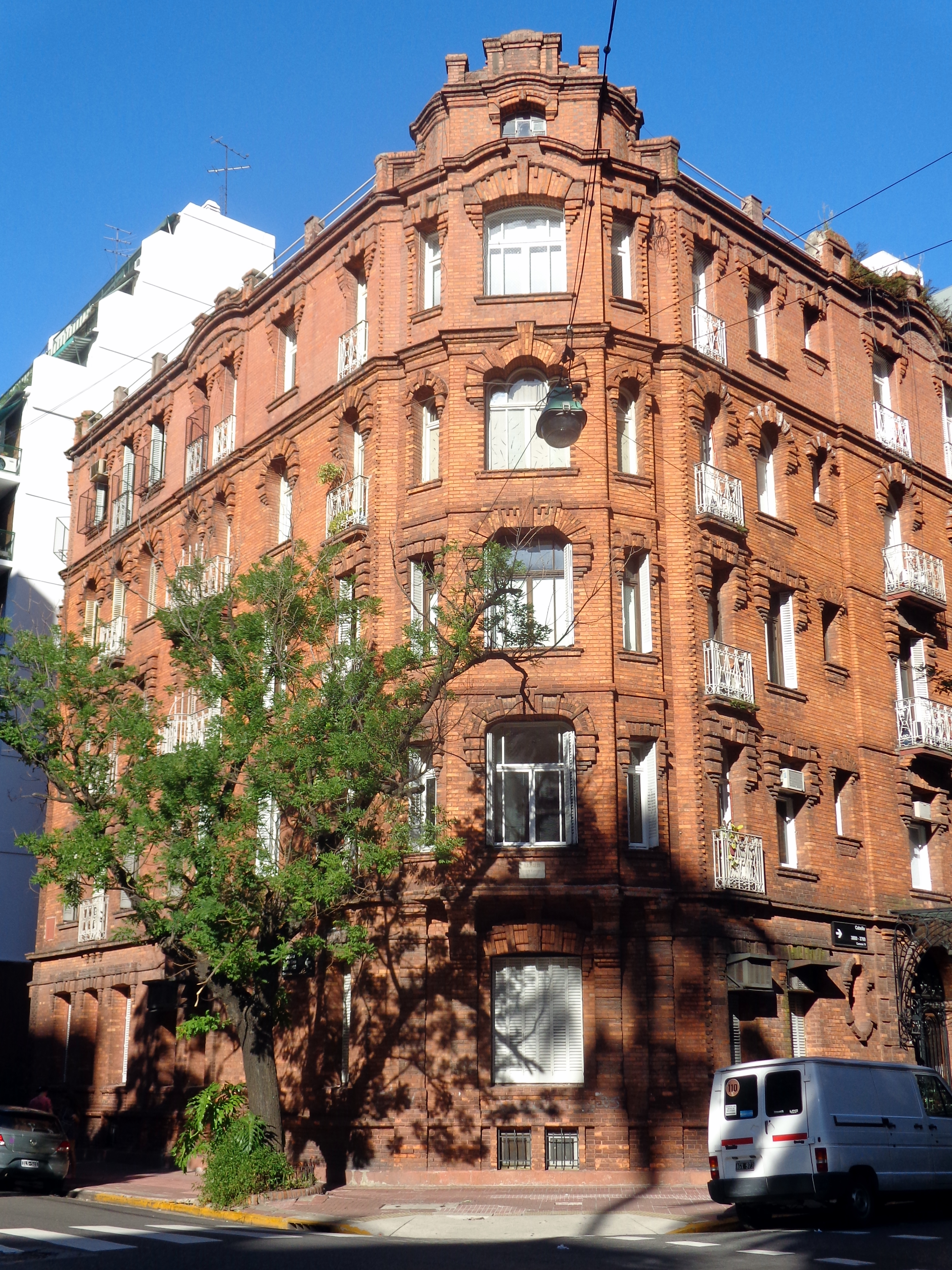
Edificio La Colorada.

La Colorada es un notable edificio residencial en el barrio de Palermo, en Buenos Aires Argentina.

## Historia
Fue proyectado y construido por el ingeniero-arquitecto británico Regis Pigeon en 1911. El edificio era de su propiedad, y alquiló los diferentes departamentos al personal jerárquico de las empresas ferroviarias como el Ferrocarril Central Argentino, que eran de capitales ingleses. El edificio pasó luego a manos de la familia Mitre, hasta que fue vendido en propiedad horizontal en 1953. Más tarde, Pigeon construiría en Boston un diseño idéntico.

## Descripción

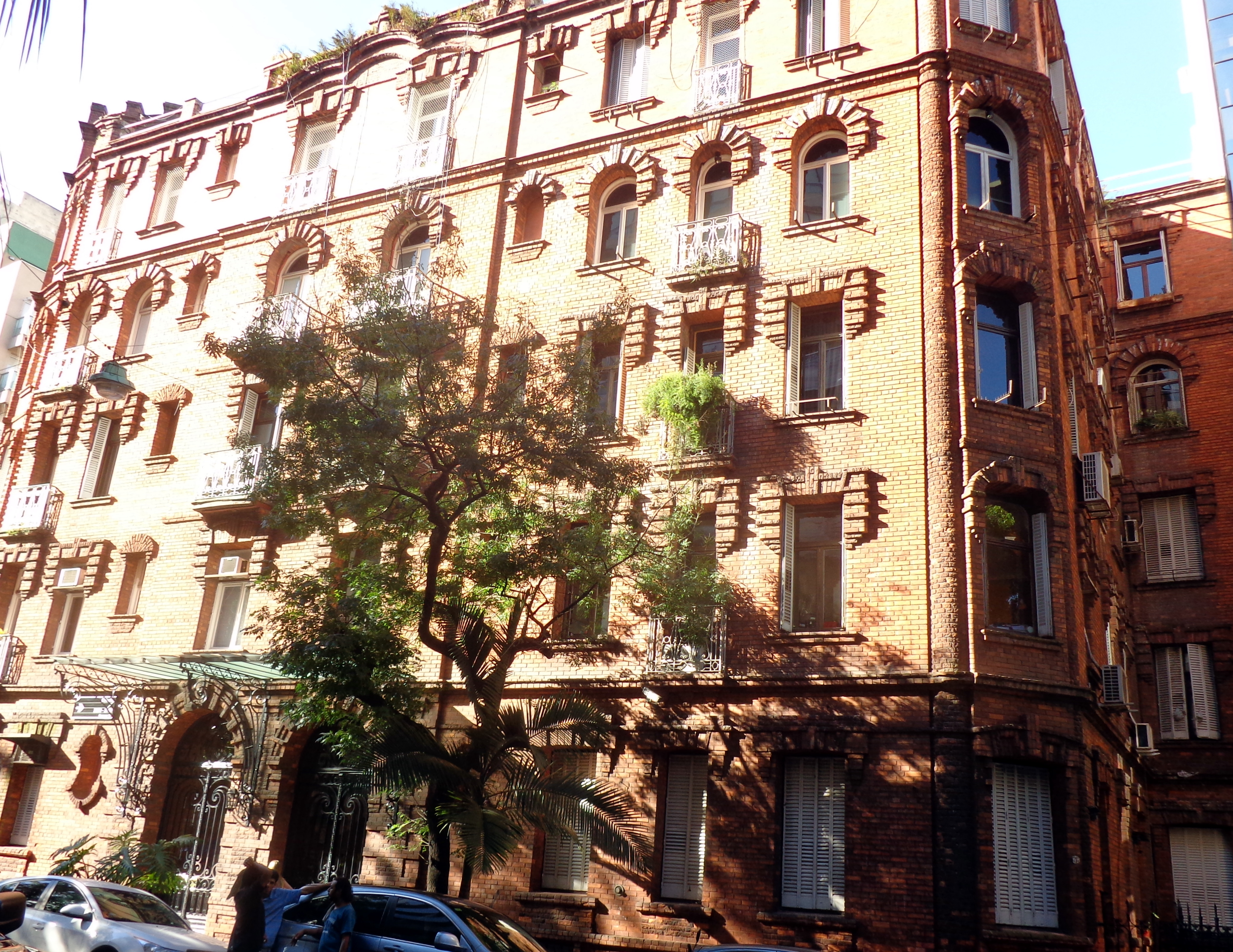
Vista sobre la calle Cabello..

Situado en la esquina del 3791 de la calle Cabello (con prolongación sobre la calle República Árabe Siria), La Colorada fue llamada así por poseer un estilo poco común en Buenos Aires: una fachada completamente revestida en ladrillo. Además, el sistema estructural utilizado fue el de vigas de hierro, cuando el más común en el lugar es, aún hoy en día, el hormigón armado. Esto demuestra el diseño completamente británico, ya que incluso los materiales fueron importados del Reino Unido.
El edificio cuenta con un subsuelo, planta baja y cuatro pisos de departamentos. El sótano era originalmente el lugar donde se encontraban las piezas de servicio, donde se alojaba la servidumbre. Más tarde, las costumbres cambiaron y los cuartos se transformaron en bauleras.
Su superficie total es de 680 m², tiene un frente de 25,90 m y un fondo de 26,26 m.

## En la cultura popular
Diversas películas y cortos han sido filmados en La Colorada:
- El vampiro negro, de Román Viñoly Barreto (1953)
- Sentimientos, de Jorge Coscia y Guillermo Saura (1987)
- Apartment zero, de Martin Donovan (1988)

También es mencionada en el libro:
- Casi nada que ponerte, de Lucía Lijtmaer (2023)